# Jacob Bruun Larsen
Jacob Bruun Larsen (19 de setembro de 1998) é um futebolista dinamarquês que atua como meio-campista. Atualmente joga no Burnley.

## Carreira
Jacob Bruun Larsen fez parte do elenco da Seleção Dinamarquesa de Futebol nas Olimpíadas de 2016.

## Estatísticas
Atualizado até 29 de fevereiro de 2020.

### Clubes

#### Categorias de base
| Temporada                    | Clube                        | Campeonato                    | Jogos | Gols | Assist. |
| ---------------------------- | ---------------------------- | ----------------------------- | ----- | ---- | ------- |
| 2014–15                      | Borussia Dortmund            | Bundesliga West Sub-17        | 6     | 2    | 1       |
| 2014–15                      | Borussia Dortmund            | Bundesliga Endrunde Sub-17    | 3     | 1    | 0       |
| 2015–16                      | Borussia Dortmund            | Bundesliga West Sub-19        | 25    | 9    | 11      |
| 2015–16                      | Borussia Dortmund            | Taça dos Juniores da Alemanha | 4     | 2    | 1       |
| 2015–16                      | Borussia Dortmund            | Bundesliga Endrunde Sub-19    | 3     | 0    | 1       |
| 2016–17                      | Borussia Dortmund            | Bundesliga West Sub-19        | 17    | 20   | 13      |
| 2016–17                      | Borussia Dortmund            | Liga Jovem da UEFA            | 8     | 1    | 2       |
| 2017–18                      | Borussia Dortmund            | Regionalliga West             | 1     | 0    | 0       |
| 2017–18                      | Borussia Dortmund            | Liga Jovem da UEFA            | 5     | 4    | 3       |
| Total nas categorias de base | Total nas categorias de base | Total nas categorias de base  | 72    | 39   | 32      |

#### Profissional
| Equipe            | Temporada         | Campeonato nacional | Campeonato nacional | Copa nacional | Copa nacional | Competições continentais | Competições continentais | Total | Total |
| Equipe            | Temporada         | Jogos               | Gols                | Jogos         | Gols          | Jogos                    | Gols                     | Jogos | Gols  |
| ----------------- | ----------------- | ------------------- | ------------------- | ------------- | ------------- | ------------------------ | ------------------------ | ----- | ----- |
| Borussia Dortmund | 2016–17           | –                   | –                   | 1             | 0             | –                        | –                        | 1     | 0     |
| Borussia Dortmund | 2017–18           | 1                   | 0                   | 0             | 0             | 0                        | 0                        | 1     | 0     |
| Borussia Dortmund | 2018–19           | 24                  | 2                   | 1             | 0             | 5                        | 1                        | 30    | 3     |
| Borussia Dortmund | 2019–20           | 5                   | 0                   | 2             | 0             | 2                        | 0                        | 9     | 0     |
| Borussia Dortmund | Total             | 30                  | 2                   | 4             | 0             | 7                        | 1                        | 41    | 3     |
| Stuttgart         | 2017–18           | 4                   | 0                   | 0             | 0             | 0                        | 0                        | 4     | 0     |
| Stuttgart         | Total             | 4                   | 0                   | 0             | 0             | 0                        | 0                        | 4     | 0     |
| Hoffenheim        | 2019–20           | 4                   | 0                   | 1             | 0             | 0                        | 0                        | 5     | 0     |
| Hoffenheim        | Total             | 4                   | 0                   | 1             | 0             | 0                        | 0                        | 5     | 0     |
| Total na carreira | Total na carreira | 38                  | 2                   | 5             | 0             | 7                        | 1                        | 50    | 3     |

## Títulos
Borussia Dortmund
- Supercopa da Alemanha: 2019

VfB Stuttgart
- Copa da Alemanha: 2024–25[3]

### Prêmios individuais
- 94º melhor jovem do ano de 2017 (FourFourTwo)[4]